# Briggen Galathea
Galathea var ett segelfartyg som byggdes av ek och furu på Gamla varvet i Göteborg och levererades 1878. Beställare och huvudredare var den nya varvsdisponenten G. D. Kennedy. Hennes namn kommer från Galatea som var en av havsnymferna i den grekiska mytologin.
Galathea var en snabbseglare och gick i oceanfart. Hon seglade under svensk flagg från 1878 till 1925, först med Göteborg som hemmahamn, sedan Nyhamnsläge och till sist Helsingborg. Vintern 1906–1907 omriggades hon till skonertskepp vid Råå varv.

## Beskrivning

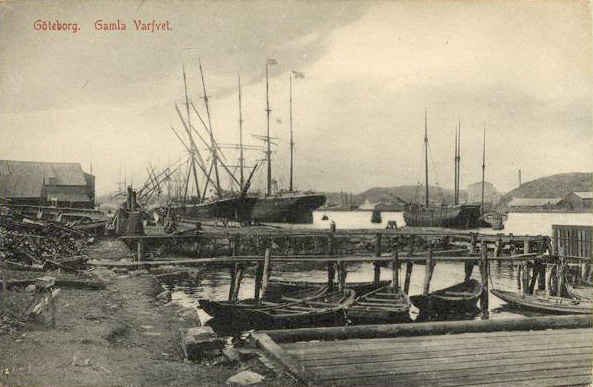
Gamla Varvet i Göteborg

Galathea och hennes systerfartyg Zaima blev de sista briggarna som byggdes på Gamla varvet. Fartygen var den danske skeppsbyggmästaren Johan Hübes mästerverk och skrovets vackra linjer och den harmoniska riggen beundrades i världens alla hamnar. Trots att briggen var ett relativt litet fartyg användes de ofta i oceanfart på Australien, Ostindien och Sydamerika. På 1880-talet blev det vanligare med tremastade barkskepp som kunde lasta betydligt mer utan att besättningen ökade.
Ångfartyg byggda i stål började ta över marknaden, men ännu 1880 fanns det 127 segelfartyg hemmahörande i Göteborg. Det sista fartyget som byggdes på Gamla varvet var barkskeppet Sigyn. Hon levererades till Kennedys eget rederi 1887.
Galathea var 37,8 m lång och 8 m bred. Lastrumsvolymen var 300 registerton och lastförmågan 525 ton. På Kustens varv längre ut i älven byggdes samtidigt barkskeppet Örnen med en lastförmåga på 1100 registerton.

### Segelplan

Segelplan för brigg

Galatheas sammanlägga segelyta var 950 m². Hon kunde bära fem råsegel på varje mast. De två masterna var tredelade: undermast, märsstång och bramstång. I tabellen nedan beskriver siffrorna nivåer, där masternas översta segel, röjel sitter på nivå fem. Stagsegel går från klyvarbommen, respektive däcket och upp till fockmasten och stormasten. Akter om stormasten sitter gaffelsegel och toppsegel.
| Nivå | Mesan          | Stormast      | Stagsegel     | Fockmast     | Försegel     |
| ---- | -------------- | ------------- | ------------- | ------------ | ------------ |
| 5    |                | Storröjel     |               | Förröjel     | Jagare       |
| 4    | Mesantoppsegel | Storunderbram | Storröjelstag | Förunderbram | Ytterklyvare |
| 3    |                | Storövermärs  | Storbramstag  | Förövermärs  | Innerklyvare |
| 2    |                | Storundermärs | Storstängstag | Förundermärs | Stagfock     |
| 1    | Mesan          | Storsegel     |               | Fock         |              |

### Skrov och däckshus
Skrovet byggdes med spant i ek och bordläggning och däck i furu. Översta däcket var obrutet från för till akter för att få ett större lastrum. I stället för brädgång hade Galathea och Zaima ett grövre skarndäck med räcken i teak på svarvade stöttor. Master och rår gjordes av pitchpine.
Galathea hade två däckshus, kabyssen i det förliga och det aktra innehöll styrmanshytt, navigationshytt, mäss och kajuta för skepparen.

## Historia
De första åren gick Galathea i trampfart. Det kunde vara trävaror från Sverige och åter med apelsiner från Sicilien. Från 1885 blev G. D. Kennedy huvudredare och briggen blev klassad för oceanfart, vilket ställde större krav på befälhavaren. 

### Exempel på en resa 1885
I september avseglade Galathea med trävaror från Göteborg till Le Havre i Frankrike, en resa som tog 31 dygn. Efter lossning av lasten seglar hon till Swansea i Wales, lastar kol för Kapstaden i Sydafrika, en resa på 68 dygn. Efter tre veckor seglar briggen över Sydatlanten till Bahia i Brasilien, och lastar hudar för Europa. Galathea anländer till Hamburg och lossar hudarna, klar i början av juli efter tio månader.

### Galathea i Skåne
Det Gamla varvet hade byggt sitt sista fartyg och var från och med 1881 ett reparationsvarv. G. D. Kennedy engagerade sig i Lindholmens verkstad, rakt över älven och övergick till ångfartygsbranschen. År 1889 såldes briggen till Petter Nilsson Horndahl i Nyhamnsläge i nordvästra Skåne och sonen Hans Horndahl blev skeppare.
| Nr | Huvudredare          | Hemmahamn   | Skeppare         | År        |
| -- | -------------------- | ----------- | ---------------- | --------- |
| 1  | Petter N. Horndahl   | Nyhamnsläge | Hans Horndahl    | 1888–1897 |
| 2  | Janne Pettersson     | Helsingborg | Carl P. Olsson   | 1898–1904 |
|    |                      |             | N. P. Nilsson    | 1905      |
|    |                      |             | Olof Gudmundsson | 1906      |
| 3  | Anders Nilsson       | Helsingborg | Ludvig Bose      | 1907–1917 |
| 4  | Axel Lindblom        | Halmstad    | N. G. Wilander   | 1918      |
| 5  | Vesterviks Rederi AB | Västervik   | Upplagd i Malmö  | 1920–1925 |

År 1897 förliste briggen John från Höganäs i Finska viken. Sjökapten Carl Petter Olsson överlevde. Väl hemkommen tog han initiativ till ett partrederi och Helsingborg blir Galatheas hemmahamn. Sjökapten Janne Pettersson blev huvudredare, Petter Nilsson Horndahl och nio andra sjökaptener blev delägare. Carl Petter Olsson utsågs till skeppare. Efter sju år  efterträddes Olsson av den legendariske N. P. Nilsson efter vinteruppläggning i Halmstad.

### Galathea som skonertskepp
Vintern 1906–1907 låg Galathea vid Holms varv på Råå. Briggen köptes av skeppsmäklare Anders Nilsson i Helsingborg och omriggades till skonertskepp. Ett nytt partrederi bildades med Nilsson som huvudredare och sju skeppare från Råå. Stormast med rår lyftes bort och ersattes av en mindre stormast och mesanmast med gaffelsegel och toppsegel. De tidigare goda seglingsegenskaperna förbättrades genom att skonerten kunde ligga högre i vinden. Efter ombyggnaden blev sjökapten Ludvig Bose från Råå skeppare och stannade i tio år. 
Vid krigsutbrottet låg Galathea i Viborg längst in i Finska viken och beslagtogs av de ryska myndigheterna. Besättningen fick resa hem efter att fartyget avriggats och lagts i malpåse. Efter diplomatiska förhandlingar sommaren 1917 fick partrederiet tillstånd att hämta Galathea. Hon bogserades till Raumo där skepparen Ludvig Bose och hans besättning tog över fartyget och seglade till Gävle för att lasta trävaror till England. På Nordsjön råkade fartyget ut för full storm och drev mot minfälten vid Doggers bankar. En stor del av däckslasten fick lämpas överbord. Vinden vände och fartyget kunde styra bort från minfälten. Galathea kunde leverera resten av trälasten i nordöstra England och gick sedan till Newcastle upon Tyne och lastade kol till Helsingborg.

### 1920-talet
I december 1917 såldes Galathea till ett rederi i Halmstad och bytte namn till Rolf. I början på 1918 såldes hon vidare till Vesterviks rederi AB och seglade med sjökapten Fröjd till 1924. Därefter lades skonertskeppet upp i Malmö och året efter bogserades Rolf till Viken för upphuggning.